# Kaabu

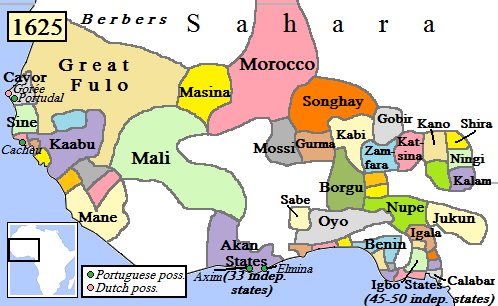
Westafrika 1625

Kaabu (auch Gabu, Gaabu, Ngabou oder N’Gabu) war von 1537 bis 1867 ein Reich der Mandinka im heutigen Guinea-Bissau, der senegalesischen Casamance und Gambia.
Um 1200 wanderten die Mandinka in der Gegend ein. Zwischen 1230 und 1240 wurde die Gegend von Tirmakhan Traore, einem General des Mansa des Mali-Reiches Sundiata Keïta erobert. Die Gegend wurde zur Provinz Kaabu des Mali-Reiches unter dem Farim Kaabu. Immer mehr Mandinke wanderten ein, die vorherige Bevölkerung wurde assimiliert oder in die Sklaverei verkauft.
Um 1500 zerfiel das Mali-Reich. 1537 erklärte auch Farim Kaabu Sama Koli sein Land für unabhängig und legte sich den Titel Kaabu Mansaba zu. Hauptstadt war Kansalá, rund 27 Kilometer nördlich der heutigen Stadt Gabú und 15 Kilometer südlich von Pirada gelegen. Kaabu war in 32 Provinzen unterteilt, die von Mandinka-Fürsten mit dem Titel Faring regiert wurden. Unter diesen Provinzen befanden sich Birassu, Bissabor, Diega, Firdu (Firdou), Jimara, Kamako, Kantoro (Kantora), Kudora (Kudura), Mamakunda, Mamboua, Niampaio, Pakane, Pathiana, Patim Kanjay, Patim Kibo, Sankolla, Sofaniama. Die Religion bestand in der Verehrung der Ahnen. Als Währung fungierten Kaurischnecken. Die Kultur des Mali-Reiches wurde von der Oberschicht von Kaabu fortgeführt.
Die Herrscherklasse der Nyancho bestand aus Elite-Kriegern, die viele Sklaven einfingen und aus ihnen Armeen aufstellten, mit denen sie sich gegenseitig bekriegten. Sie betrieben intensiven Sklavenhandel mit Portugal über den Hafen in Cacheu am gleichnamigen Fluss, von dem die Sklavenschiffe nach Amerika gingen. Das Königreich von Kaabu wird als größter Sklavenhändler in der Region bezeichnet. Die Zusammenarbeit mit den Portugiesen, die in der Mitte des 15. Jahrhunderts nach Westafrika kamen, half der Mandinga-Führungsschicht des Kaabu-Reiches ihre Herrschaft zu sichern. Sie profitierte wirtschaftlich fast vier Jahrhunderte lang von der Beteiligung am transatlantischen Sklavenhandel. Auch profitierten sie von der Migration der Fula-Hirten in ihr Reich, indem sie von ihnen Tribut für die Nutzung von Weideland erhoben. Übertriebene Tributforderungen waren allerdings später einer der Gründe für die Rebellion der Fula gegen Kaabu.
Im 19. Jahrhundert war Westafrika Schauplatz des Dschihad der Fulbe gegen nicht-islamische Staaten. 1867 belagerte eine Armee von 32.000 Mann unter Alfa Yaya von Labé, Herrscher in Futa Djalon, die Hauptstadt Kansalá. Einer der Heerführer war Alfa Molo. Nach den Kämpfen am 13. Mai 1867 hatte der König von Kaabu, Janke Wali, die Niederlage vor Augen. Er wollte sich aber nicht ergeben und zum Islam konvertieren. Er zog es vor, sich in dem Pulvermagazin, in das er sich mit einigen Getreuen geflüchtet hatte, in die Luft zu sprengen. Es ist seine Aussage überliefert, wenn die Fula Sieger wären, bliebe den Malinké nur der Untergang. Bei der Sprengung starben viele Verteidiger und Angreifer und Kaabu ging unter.